# わし座ゼータ星
わし座ζ星はわし座の恒星で3等星。

## 特徴
この星の自転速度は、知られている中で最も速いものの1つである。この星はまだ若く、温度と光度は誕生時より変化していない。
伴星が2つあり、両方とも赤色矮星と推測されている。離角6秒の伴星は、主星から125天文単位離れており、公転周期800年以上である。もう1つの伴星は、実際の連星であれば、主星から6,000天文単位離れており、公転周期25万年以上となる。

## 名称
わし座の古い星座絵では、ε星とζ星が尾に位置しており、アラビア語で「鷲の尾」を意味する言葉から Al Dhanab al ʽOḳāb と呼ばれていた。北にあるε星はラテン語で「北」を意味する言葉を付けて Deneb al Okab Borealis、ζ星は同じくラテン語で「南」を意味する言葉を付けて Deneb al Okab Australis と称されていた。2018年6月1日、国際天文学連合の恒星の命名に関するワーキンググループ (Working Group on Star Names, WGSN) は、Okab をわし座ζ星Aの固有名として正式に定めた。